# Lorch (Hessen)
Lorch is een stad in het Duitse bondsland Hessen.

## Geografie
Lorch ligt in het zuidwesten van de Rheingau-Taunus-Kreis ongeveer 10 kilometer ten noorden van Rüdesheim am Rhein en maakt deel uit van de Rheingau. Lorch telt 3.744 inwoners.
De plaats wordt gedomineerd door de grote Sint-Martinuskerk.

## Stadsdelen
- Espenschied
- Lorchhausen
- Ransel
- Ranselberg
- Wollmerschied

Aarbergen ·
Bad Schwalbach ·
Eltville am Rhein ·
Geisenheim ·
Heidenrod ·
Hohenstein ·
Hünstetten ·
Idstein ·
Kiedrich ·
Lorch ·
Niedernhausen ·
Oestrich-Winkel ·
Rüdesheim am Rhein ·
Schlangenbad ·
Taunusstein ·
Waldems ·
Walluf